# Christiane Rochefort
Christiane Rochefort (París, 17 de juliol de 1917 - 24 d'abril de 1998) va ser una escriptora feminista francesa.

## Dades biogràfiques
Va néixer en una família parisenca d'esquerres de classe treballadora.
Durant la Guerra Civil Espanyola (1936-1939) ―quan l'escriptora tenia 19 anys― el seu pare es va unir a les Brigades Internacionals.
Va estudiar psiquiatria, psicologia i etnologia en la Sorbona, encara que no va acabar els seus estudis. Va ser oficinista en el Ministeri d'Informació. També va treballar amb Henri Langlois en la Cinemateca de París.
Rochefort va treballar com a periodista i des de 1943 va passar quinze anys com a agregada de premsa al Festival de Cinema de Cannes.
Va publicar alguns llibres sota els pseudònims Benoît Becker i Dominique Féjos abans de publicar el 1958 (als 41 anys) la seva primera novel·la, Lerepos du guerrier (El repòs del guerrer), basada en la seva relació amb l'escriptor Henri-François Rey (1920-1987).
Com diverses de les seves novel·les posteriors, Le repos du guerrier va ser un supervendes. El 1962 va ser adaptat en una popular pel·lícula dirigida per Roger Vadim, i protagonitzada per Brigitte Bardot.
El 1962 va participar com a actriu en el curtmetratge Els 4 cops, dirigit per François Truffaut; amb Gloria Algorta, Marie Laforêt i François Truffaut.
Les seves novel·les es divideixen entre les sàtires socials realistes ambientades en la França de l'època, i fantasies utòpiques o distòpiques.
Tenen forts elements sexuals.
Artista apassionada i versàtil, va dedicar gran part del seu temps a la música, el dibuix, la pintura, l'escultura, i l'escriptura. Activista, va participar activament en el primer Moviment d'Alliberament de les Dones. El juliol del 1971 va ajudar a Simone de Beauvoir, Jean Rostand i altres a crear l'associació feminista Choisir la Cause des Femmes (‘triar la causa de les dones').
El 1988 va guanyar el premi Médicis.

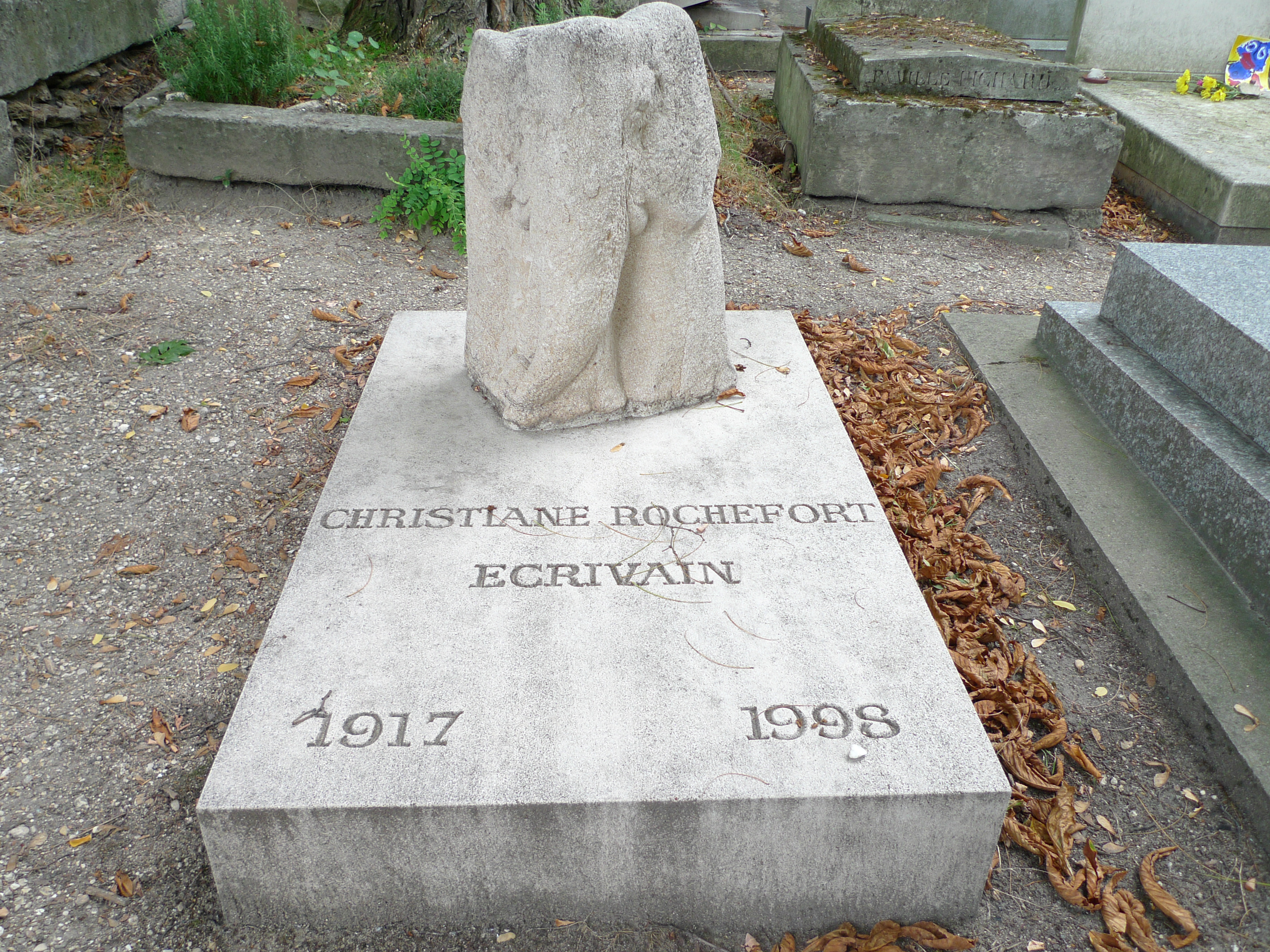
Tomba de Christiane Rochefort.

Va morir el 24 d'abril de 1998 al poble de le Pradet, prop de Toló.
Està enterrada en el cementiri Père-Lachaise (divisió 22), a París.

## Obres

### Novel·les
- 1953: Le Démon des pinceaux a Les Œuvres libres. París: Fayard
- 1955: Le Fauve et le Rouge-gorge) a Les Œuvres libres. París: Fayard
- 1956: Cendres et Or. París: Éditions de Paris
- 1957: Une fille mal élevée. París: Éditions de Paris sota el pseudònim de Dominique Féjos
- 1958: Tes mains. París: Éditions de Paris sota el pseudònim de Dominique Féjos
- 1958: Le Repos du guerrier. París: Éditions Grasset (Prix de la Nouvelle Vague).
- 1961: Les Petits Enfants du siècle. París: Grasset
- 1963: Les Stances à Sophie. París: Grasset[6][7]
- 1966: Une rose pour Morrisson. París: Grasset
- 1969: Printemps au parking. París: Grasset
- 1972: Archaos ou le Jardin étincelant. París: Grasset
- 1975: Encore heureux qu'on va vers l'été. París: Grasset
- 1978: Pardonnez-nous vós enfances (nouvelles) avec Denis Guiot. París: Denoël
- 1982: Quand tu vas chez les femmes. París: Grasset
- 1984: Le monde est comme deux chevaux. París: Grasset
- 1988: La Porte du fond. París: Grasset (premi Prix Médicis).
- 1997: Conversations sans paroles. París: Grasset

### Assajos
- 1970: C'est bizarre l'écriture. París: Grasset. Publicat a Quebec (Canadà), sota el títol: Journal de printemps, récit d'un livre, Éditions de l'Étincelle (1977).
- 1976: Els enfants d'abord. París: Grasset
- 1984: Le monde est comme deux chevaux. París: Grasset

### Traduccions i adaptacions
- 1965: En flagrant délire (intent de traducció amb Rachel Mizrahi de In His Own Write, de John Lennon). París: Robert Laffont.
- 1966: Le cheval fini d'Amos Kenan (traducció). París: Grasset.
- 1974: Les tireurs de langue d'Amos Kenan i Pierre Alechinsky (adaptació). París: Éditions Yves Rivière.
- 1976: Holocauste 2 d'Amos Kenan (traduction). París: Flammarion.

### Uns altres
- 1978: Ma vie revue et corrigée par l'auteur (‘la meva vida, revisada i corregida per l'autora’), autobiografia, a partir d'entrevistes amb Maurice Chavardès. París: Estoc
- 1997: Adieu Andromède (textos). París: Grasset
- 2015: Journal préposthume possible (diari personal, 1986-1993). París: Éditions iXe
- Christiane Rochefort va utilitzar el pseudònim col·lectiu de Benoît Becker per a les històries escrites amb Guy Bechtel, Jean-Claude Carrière, Stephan Jouravieff i José-André Lacour. París: Fleuve Noir (collection "Angoisse").